# تشارلز تيلي
تشارلز تيلي (بالإنجليزية: Charles Tilly)‏ هو مؤرخ وأستاذ جامعي أمريكي، ولد في 27 مايو 1929 في لومبارد في الولايات المتحدة، وتوفي في 29 أبريل 2008 في نيويورك في الولايات المتحدة.